# Hur (personaje bíblico)

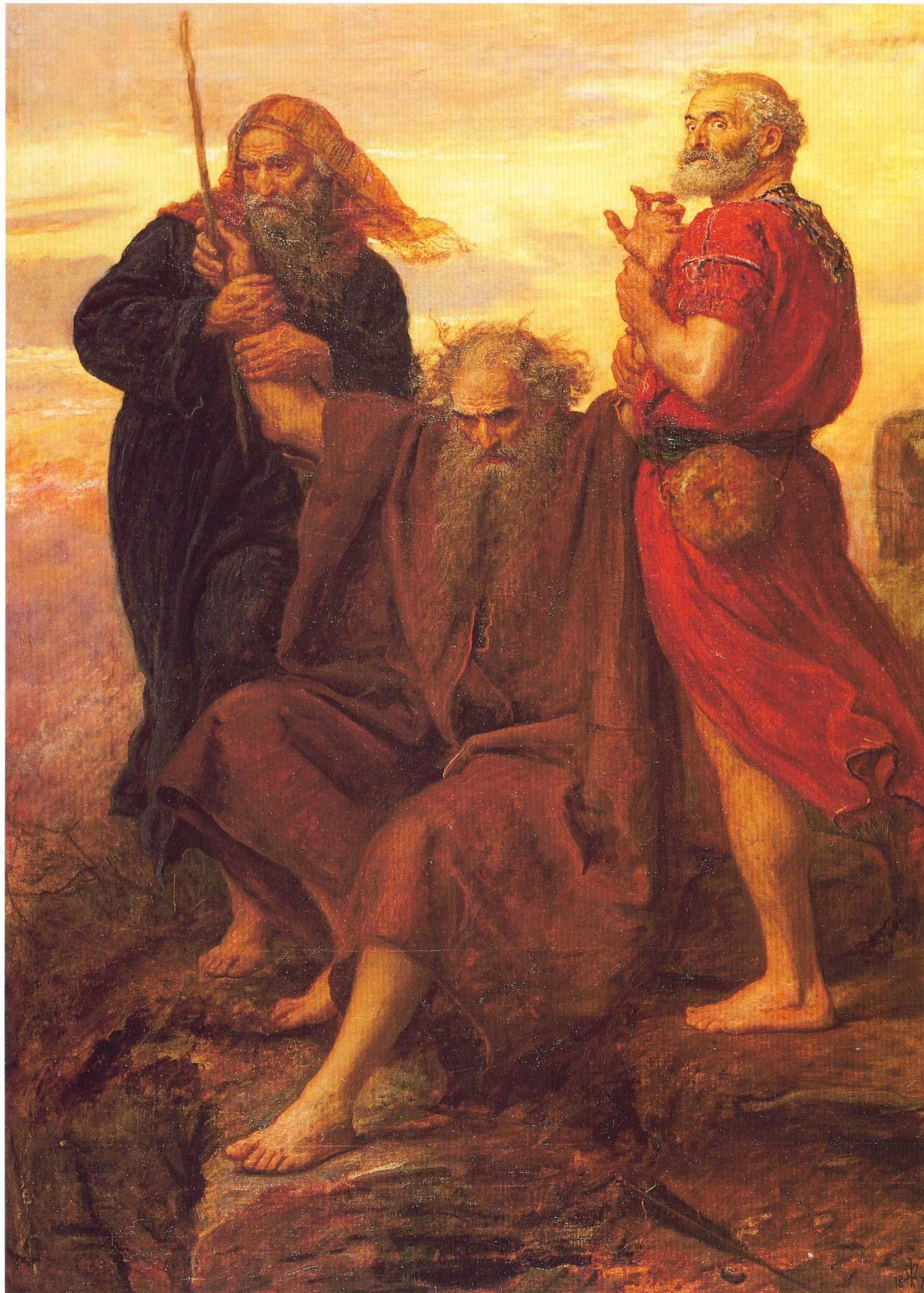
La obra «Victory O Lord!» (1871) de John Everett Millais representa a Moisés levantando los brazos durante la batalla de Rephidim, asistido por Hur (izquierda) y Aarón.

Hur (חוּר, también Chur) fue un compañero de Moisés y Aarón en la Biblia hebrea. Era miembro de la tribu de Judá. Su identidad no queda clara en la Torá, pero se explica en los comentarios rabínicos.
En la Biblia también se mencionan otras personas llamadas Hur.

## Hur, compañero de Moisés
En el Libro del Éxodo, Hur aparece mencionado por primera vez como compañero de Moisés y Aarón, observando la batalla de Rephidim contra los amalecitas. Ayudó a Aarón a sostener las manos de Moisés cuando este se dio cuenta de que los israelitas estaban ganando la batalla mientras él tenía las manos levantadas: «Aarón y Hur le sostuvieron las manos, uno a un lado y otro al otro». Se le menciona una vez más como fiel aliado de Moisés cuando este le deja al frente de los israelitas junto con Aarón mientras él se encuentra en el monte Sinaí. Moisés dijo al pueblo: «Aarón y Hur están con vosotros; el que tenga alguna causa, que se acerque a ellos». Sin embargo, solo se menciona a Aarón en el relato posterior de los acontecimientos durante la ausencia de Moisés y la creación del becerro de oro.

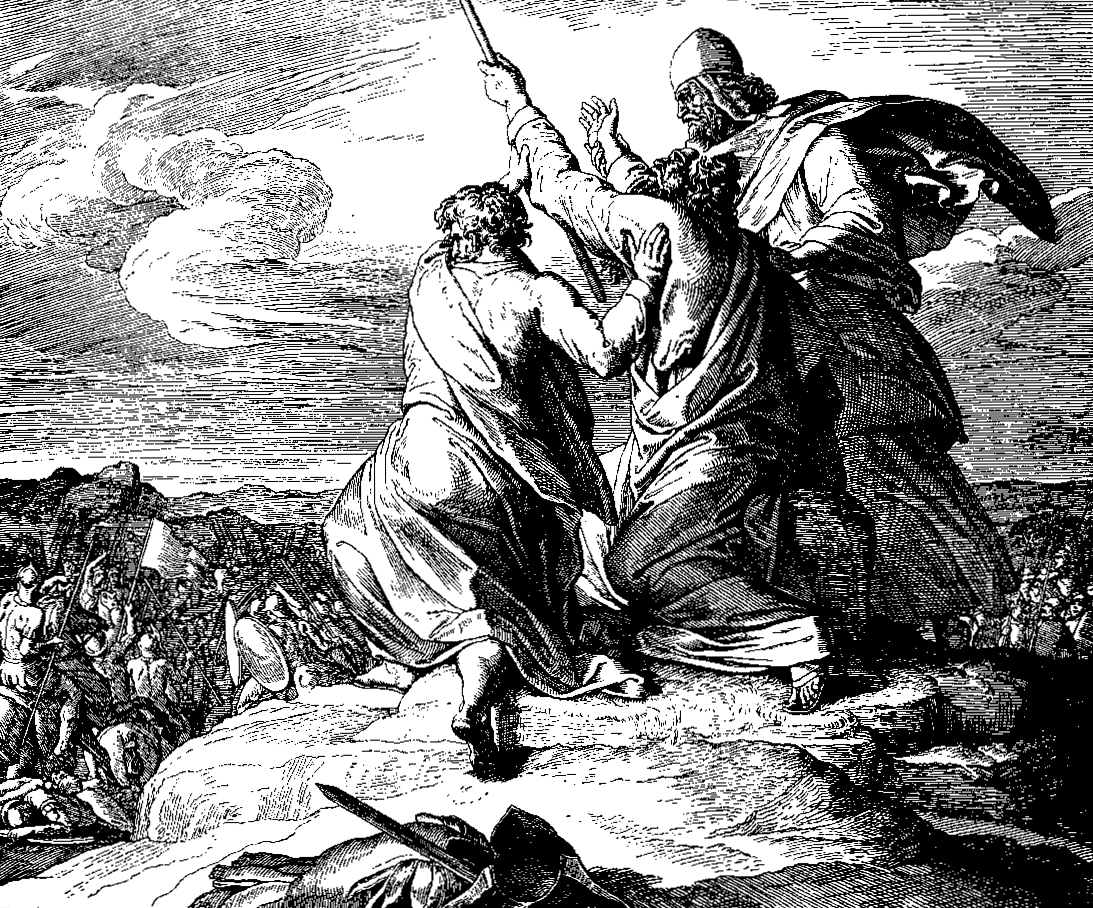
Batalla contra los amalecitas, de Julius Schnorr von Carolsfeld (1860), que representa Éxodo 17:8-16.

Hur también es mencionado como el abuelo de Bezalel, designado por Dios para ser el principal creador del Tabernáculo y el Arca de la Alianza. Aunque no es del todo seguro que este Hur sea el mismo individuo, ha sido tratado como tal en la tradición judía.
En los Libros de las Crónicas, Hur es el hijo o el padre de Caleb. El lenguaje es lo suficientemente ambiguo como para permitir diferentes interpretaciones. La Biblia del rey Jacobo de la Biblia dice: «Estos eran los hijos de Caleb, hijo de Hur, el primogénito de Efrata; Shobal, padre de Quiriat-jearim». La Nueva Versión Internacional dice: «Estos eran los hijos de Caleb. Los hijos de Hur, primogénito de Efrata, fueron Shobal, padre de Quiriat-jearim». La segunda versión sitúa a Hur como el primer hijo de Caleb con su segunda esposa, Efrata.
Hur tuvo cuatro hijos: Uri, padre de Bezalel, y otros tres, Shobal, Salma y Hareph, que se dice que fueron los fundadores de las ciudades de Quiriat-Jearim, Belén y Bethgader, respectivamente. Sin embargo, I Crónicas llama a Hur el padre de Belén.

## Comentario rabínico
La Biblia, en Éxodo 38:22, menciona explícitamente a los descendientes de Hur: «Y Bezalel, hijo de Uri, hijo de Hur...», pero no menciona «directamente» su linaje paterno, salvo que era de la tribu de Judá.
Según la tradición rabínica, Hur era hijo de Miriam, por lo que era sobrino de Moisés y Aarón. El Talmud (Sanedrín 69b y Sotah 11b) afirma que Caleb, un descendiente de Judá, se casó con Miriam y fue padre de Hur. Esto se basa en el Targum a I Crón. 2:19: «...y Caleb tomó para sí a Efrata, y ella le dio a luz a Hur». Efrata era otro nombre de Miriam. El comentario bíblico de Rashi justifica esta posición en los otros dos lugares del Éxodo donde se menciona a Hur: 17:10 y 24:14. Sin embargo, Josefo en Antigüedades judías afirma que Hur era el marido de la hermana de Moisés, Miriam.
En la tradición talmúdica, la repentina desaparición de Hur de la narración del Éxodo se explica afirmando que Hur fue asesinado cuando intentó impedir la fabricación del becerro de oro. El asesinato de Hur intimidó a Aarón, que accedió a cumplir la demanda popular de crear el ídolo. La fidelidad de Hur fue recompensada por Dios, que concedió a su nieto el papel de construir el Tabernáculo.

## Otros Hur
La opinión tradicional es que Hur, el compañero de Moisés, es el mismo que el abuelo de Bezalel, pero esto no es seguro. Otras personas llamadas Hur incluyen:

### Hur, rey de los madianitas
Fue asesinado junto con otros cuatro reyes madianitas durante la época de Moisés por una expedición israelita liderada por Fineas, hijo de Eleazar. Balaam, hijo de Beor, también fue asesinado por los israelitas en esta expedición 

### Hur, padre de Refaías
Solo se le menciona en relación con Refaías; no hay otros datos biográficos sobre él. Aunque es posible que se refiera a alguna de las otras personas con el nombre de Hur (aparte del rey de Madián) si «Rafaya, hijo de Hur» significa que Hur era un antepasado y no el padre biológico, es muy poco probable.